# Иссоп
Иссо́п (лат. Hyssópus) — род растений трибы Мятные (Mentheae) семейства Яснотковые (Lamiaceae). У Даля для этого рода приводится также название «си́ний зверобо́й».

## Ботаническое описание
Многолетние сильно пахучие травы или полукустарники 50—60 см высотой с линейными или продолговатыми листьями.
Стебли ветвистые, четырёхгранные, полые, коротко опушённые у основания.
Листья тёмно-зелёные, почти сидячие, супротивные, ланцетные, шириной 2—4 см, длиной 4—9 см. Обладают приятным ароматом и горьковато-пряным вкусом.
Цветки неправильные (зигоморфные), большей частью синие, в верхушечном колосовидном соцветии. Мелкие, двугубые, лиловые, тёмно-голубые, розовые или белые, расположены по 3—7 штук в пазухах листьев. Цветёт с июня до сентября.
Плод распадается на четыре четырёхгранно-яйцевидных тёмно-коричневых орешка. Масса 1000 семян составляет 0,9 г.

## Распространение и экология
Представители рода произрастают в Средиземноморье, Малой, Средней и Центральной Азии; на территории России — в средней и южной полосе европейской части России, на Кавказе, юге Западной Сибири.
Растёт в степях, на сухих холмах, каменистых склонах. Засухоустойчив.
В культуре предпочитает хорошо освещённые участки с рыхлыми почвами. Плохо растёт на заболоченных участках с высоким стоянием грунтовых вод. Легко дичает.

## Значение и применение
Из листьев иссопа добывается масло, применяемое в медицине, ликёрном производстве и парфюмерии, как пряность употребляется в кулинарии. Листья заготавливают и сушат в начале бутонизации. Используют иссоп в салатах, супах, мясных и овощных блюдах, при засолке огурцов и томатов.
Применяют при инфекции верхних дыхательных путей в виде чая.

## Иссоп в культуре
Иссоп (др.-евр. אזוב‬, др.-греч. ὕσσωπος) упоминается в Библии (Исх. 12:22, Лев. 14:4, Лев. 14:6, Лев. 14:49, Лев. 14:51, Лев. 14:52, Чис. 19:6, Чис. 19:18, Пс. 50:9 («окропиши мя иссопом, и очищуся»), Ин. 19:29, Евр. 9:19) как растение, которое использовалось евреями в качестве кропила (его стебли, связанные в пучок, были удобны для кропления предметов жидкостью, в Библии в качестве жидкости используется кровь жертвенных животных). Русское слово «иссоп» (ст.‑слав. ccώпъ) происходит от др.-греч. ὕσσωπος.
Тем не менее существуют сомнения в том, что библейский иссоп — это растения рода Hyssópus. Высказывались мнения, что библейским иссопом могли быть каперсы колючие (Capparis spinosa), белена золотистая (Hyoscyamus aureus), львиный зев сицилийский (Antirrhinum siculum), душица сирийская (Origanum syriacum), майоран сирийский (Majorana syriaca).

## Классификация

### Таксономия
Род Иссоп входит в семейство Яснотковые (Lamiaceae) порядка Ясноткоцветные (Lamiales).
|  |                                      |  |                                                             |                                                             |                      |  | ещё 21 семейство (согласно Системе APG II) |                     |                     |         |
|  |                                      |  |                                                             |                                                             |                      |  |                                            |                     |                     | 7 видов |
|  |                                      |  |                                                             | порядок Ясноткоцветные                                      |                      |  |                                            |                     | род Иссоп           |         |
|  |                                      |  |                                                             | порядок Ясноткоцветные                                      |                      |  |                                            |                     | род Иссоп           |         |
|  | отдел Цветковые, или Покрытосеменные |  |                                                             |                                                             | семейство Яснотковые |  |                                            |                     |                     |         |
|  | отдел Цветковые, или Покрытосеменные |  |                                                             |                                                             |                      |  |                                            |                     |                     |         |
|  |                                      |  | ещё 44 порядка цветковых растений (согласно Системе APG II) | ещё 44 порядка цветковых растений (согласно Системе APG II) |                      |  |                                            | ещё около 250 родов | ещё около 250 родов |         |
|  |                                      |  |                                                             | ещё 44 порядка цветковых растений (согласно Системе APG II) |                      |  |                                            |                     | ещё около 250 родов |         |

### Виды
Ранее в составе рода насчитывалии более 50 видов, по современным представлениям род включает 7 видов:
- Hyssopus ambiguus (Trautv.) Iljin ex Prochorov. & Lebel — Иссоп сомнительный
- Hyssopus cuspidatus Boriss. — Иссоп остроконечный
- Hyssopus latilabiatus C.Y.Wu & H.W.Li
- Hyssopus macranthus Boriss. — Иссоп крупноцветный
- Hyssopus officinalis L. typus[1] — Иссоп лекарственный [syn.  Hyssopus angustifolius M.Bieb. — Иссоп узколистный]
  - Hyssopus officinalis subsp. montanus (Jord. & Fourr.) Briq. [syn.  Hyssopus cretaceus Dubjan. — Иссоп меловой]
- Hyssopus seravschanicus (Dubj.) Pazij — Иссоп зеравшанский
- Hyssopus subulifolius (Rech.f.) Rech.f.